# プログレスMS-27
プログレス MS-27（ロシア語: Прогресс МC-27、ロシア製造番号457、NASAではプログレス88Pと呼称）は、国際宇宙ステーション（ISS）への再補給のためにロスコスモスが打ち上げたプログレス補給船。これはプログレス宇宙機の180回目の飛行となった。

## 来歴
プログレスMSはプログレスMをもとに航法装置を強化した無人輸送機。この強化されたバリエーションは2015年12月21日に初めて打ち上げられた。このバージョンでは以下の強化が施されている：
- 人工衛星を展開可能な新しい外部コンパートメント。それぞれのコンパートメントは4個までの発射コンテナーを搭載することができる。プログレスMS-03で初めて搭載された。
- ドッキングおよび密閉機構の電気モーターの予備システムの追加による強化された冗長性
- 貨物コンパートメントへのパネル追加による微小隕石防護力の増強
- ロシアのルーチ中継衛星とのリンク機能によって、地上局の視野外でもテレメトリーと制御が可能に
- 地上局による軌道決定の必要なしに状況ベクトルおよび軌道パラメーターの決定を可能にするGNSS自律航法
- 宇宙ステーションとの直接無線データ交換機能によるリアルタイムの相対ナヴィゲーション
- ドッキング操作のための強化されたTV視野を可能にする新しいディジタル無線システム
- 統合コマンドテレメトリーシステム（UCTS）によるウクライナ製のChezara Kvant-V無線システムおよびアンテナフィーダーシステムの置き換え
- クルスAからクルスNAディジタルシステムへの置き換え

## 打ち上げ
国際宇宙ステーションへのプログレス MS-27を搭載したソユーズ2.1aは、2024年5月30日 09:42 UTCにバイコヌール宇宙基地31番射点から打ち上げられた。その後、プログレス MS-27は2024年6月1日 11:47 UTCにMRM2に自動的にドッキングしてミッションを継続し、ISSに搭乗している第71次長期滞在ミッションを支援する。

## 貨物
プログレス MS-27の2,504 kg (5,520 lb)の貨物の内訳は次の通り：
- 一般貨物：1,290 kg (2,840 lb)[9][10]
- 燃料：754 kg (1,662 lb)[9][10]
- 水：420 kg (930 lb)[9][10]
- 窒素：40 kg (88 lb)[9][10]